# Peggy Lee
Peggy Lee (Jamestown, Dakota del Nord, 26 de maig del 1920 - Los Angeles, Califòrnia, 21 de gener de 2002) va ser una cantant estatunidenca de jazz i música popular, així com compositora de cançons i actriu nominada a l'Oscar.
Àmpliament reconeguda com una de les personalitats musicals més influents del segle xx, Lee ha estat citada com a mentora d'artistes tan diversos com Bobby Darin, Paul McCartney, Bette Midler, Madonna, Kd lang, Elvis Costello, Dusty Springfield, Dr John, i molts d'altres. Com a compositora, va col·laborar amb el seu marit, Dave Barbour, amb Sonny Burke, Victor Young, Francis Lai, Dave Grusin, John Chiodini, i Duke Ellington, que va afirmar: "Si jo sóc el Duke (duc), llavors Peggy és la Reina." Com a actriu, va ser nominada per a un premi Oscar pel seu paper en El blues de Pete Kelly. Com a cantant, Peggy Lee tenia registre de contralt. Frank Sinatra, Ella Fitzgerald, Judy Garland, Dean Martin, Bing Crosby i Louis Armstrong la van citar com una de les seves cantants favorites.

## Inicis
Era la més jove de set germans. Va trobar en la música una vàlvula d'escapament dels arravataments de la seva madrastra, Min. Va començar a cantar professionalment amb la ràdio KOVC a Valley City (Dakota del Nord), i aviat va tenir una sèrie radiofònica pròpia gràcies al suport d'un restaurant local que li pagava el seu "salari" amb menjar. Durant la seva època en l'Institut va acceptar tota mena de treballs, des de cambrera fins a cantant en altres emissores locals. La personalitat radiofònica Ken Kennedy, de WDAY a Fargo (Dakota del Nord) —l'emissora més escoltada de l'estat— va canviar el seu nom pel de Peggy Lee. Cansada dels abusos de la seva madrastra, va abandonar el seu domicili i va viatjar a Los Angeles als 17 anys.
Va tornar a Dakota del Nord per ser operada d'una amigdalectomia i, finalment, va ser a Chicago per a actuar en The Buttery Room, un club a l'Ambassador Hotel West, on va cridar l'atenció a Benny Goodman, el clarinetista de jazz. Ella es va unir a la banda de Goodman el 1941 i va romandre-hi durant dos anys.

## Carrera discogràfica
A inicis del 1942, Lee va aconseguir el seu primer número 1, "Somebody Else Is Taking My Place," seguit el 1943 per "Why Don't You Do Right?" (originalment cantada per Lil Green), cançó que va vendre més d'un milió de còpies i la va fer famosa. Cantà amb Goodman en dos films del 1943, Stage Door Canteen i The Powers Girl.
El març de 1943, Lee es va casar amb Dave Barbour, guitarrista de la banda de Goodman. Quan Lee i Barbour van deixar la banda, la idea era que ell treballaria en els estudis i ella es dedicaria a les tasques domèstiques i a criar la seva filla, Nicki. Però finalment ella es va ocupar de la composició i en sessions ocasionals de gravació per a Capitol Records el 1944, per als quals va produir una llarga cadena d'èxits, molts dels quals amb lletres i música de Lee i Barbour, incloent-hi Don't Know Enough About You i It's a Good Day (1946). Quan es va gravar el seu número 1 i rècord de vendes del 1948, "Demà," el seu retir estava oblidat.
El 1948, es va unir a Perry Como i Jo Stafford com una de les amfitriones del programa musical de la NBC Ràdio Chesterfield Supper Club. Va participar també amb regularitat en el programa de la NBC Jimmy Durante Show en la temporada 1947-48. Va deixar el Capitol durant uns anys als inicis de la dècada del 1950, però va tornar a la companyia el 1957. Va ser famosa la seva versió de l'èxit de Little Willie John, "Fever", al qual ella va afegir les seves pròpies lletres, i la seva interpretació del tema de Jerry Leiber i Mike Stoller Is That All There Is?. La seva relació amb el segell Capitol va abastar gairebé tres dècades, al costat d'un breu però artísticament ric període (1952-1956) en Decca Records, on va gravar un dels seus àlbums més aclamats, Black Coffee (1956). Estant amb Decca, Lee va aconseguir grans hits amb les cançons Lover i Mr. Wonderful.

## Composició
Va ser també coneguda com a compositora d'èxits, com ara les cançons de la pel·lícula de Disney La dama i el vagabund, per a la qual va doblar la veu i el cant de quatre personatges. Entre els seus col·laboradors que hi escrigueren cançons, a més de Barbour, es troben Laurindo Almeida, Harold Arlen, Sonny Burke, C. Coleman, General DiNovi, Duke Ellington, Dave Grusin, Dick Hazard, Quincy Jones, Francis Lai, Jack Marshall, Johnny Mandel, Marian McPartland, Willard Robison, Lalo Schifrin, Hubie Wheeler, el guitarrista Johnny Pisano i Victor Young.
Va ser la lletrista dels temes I Don't Know Enough About You, It's A Good Day, I'ma Gonna Go Fishin', The Heart Is A Lonely Hunter, Fever, The Shining sea, He is A Tramp, The Siamese Cat Song, There Will Be Another Spring, Johnny Guitar, Sans Souci, What's New?, Things Are Swinging, Don' t Smoke in Bed, Love Being Here With You, Sota What's New i molts d'altres.
En una època en què la joventut començava a aficionar-se al rock and roll, ella va ser un dels principals pilars de les gravacions de Capitol. Va ser la primera de la "vella guàrdia" a reconèixer aquest nou gènere, com s'evidencia en els seus enregistraments de The Beatles, Randy Newman, Carole King, James Taylor i altres músics. Des del 1957 fins al seu últim disc per a la companyia, el 1972, rutinàriament produïa dos o tres àlbums anuals, incloent-hi estàndard (sovint produït en un estil diferent de l'original), les seves pròpies composicions i material de joves artistes.
Lee va ser nominada per a 12 Grammy, i guanyà el Premi Grammy a la Millor Interpretació Vocal Pop Femenina pel seu èxit del 1969 "Is That All There Is?". El 1995 va rebre un altre Grammy, en aquesta ocasió per la totalitat de la seva carrera.

## Filmografia
- 1943 - The Powers Girl de Norman Z. McLeod: ella mateixa.
- 1943 - Stage Door Canteen de Frank Borzage: ella mateixa.
- 1946 - Jasper in a Jam, curt de George Pal: Harp  (veu).
- 1947 - Midnight Serenade, curt d'Alvin Ganzer: Peggy Marsh.
- 1950 - Mr. Music de Richard Haydn: ella mateixa.
- 1952 - The Jazz Singer de Michael Curtiz: Judy Lane.
- 1955 - Lady and the Tramp de Clyde Geronimi, Wilfred Jackson i Hamilton Luske: Darling Dear / Si i Am (els siamesos) / Peg (veu).
- 1955 - Pete Kelly's Blues de Jack Webb: Rose Hopkins.